# Киренаїки
Кирена́їки — представники киренської філософської школи у Стародавній Греції, яка була заснована Арістіппом з Кирени. Його послідовники — Арет і Арістіпп — молодший, потім Феодор, Гегесій, Аннікерід.
Ця школа розвинула принципи Сократа у напрямку послідовного гедонізму. Засновник школи Арістіпп, дотримуючись Протагора, стверджував, що відчуття завжди суб'єктивні і людина нічого не може знати про навколишній світ достеменно. Головною цінністю киренаїки проголошували особисте задоволення, що ріднить киренську школу з епікурейством. Киренаїки вперше сформулювали доктрину гедонізму.

## Історія
Школа була названа киренською, оскільки грецька колонія Кирена в Північній Африці була центром її діяльності та місцем народження кількох її членів. Хоча її загальновизнаним засновником вважається Арістіпп — старший, учень Сократа, розквіт школи припав на кінець IV ст. до н. е. Арістіпп навчав філософії свою доньку Арету, яка навчила філософії свого сина Арістіппа — молодшого. Саме Арістіпп — молодший сформулював більшість учення киренаїків.
Приблизно в III ст. до н. е. киренська школа припинила своє існування. Лишилися перекази, в яких киренаїків описано аморальними людьми, що готові заради особистого задоволення здійснювати ганебні чи злочинні вчинки.
Етичні доктрини пізніших киренаїків були включені до більш поміркованого вчення Епікура. Аргументи киренаїків проти можливості отримання знань про зовнішній світ були використані пізнішими академічними і Пірронівськими скептиками.

## Погляди
Згідно з філософією киренаїків, людина може сприймати речі за їх впливом, але не може пізнати їхню суть. Тому будь-які зовнішні відчуття суб'єктивні і всі уявлення про навколишній світ потрібно сприймати скептично. Лише переживання власних станів можна сприймати як дійсність.
Людина під впливом речей може перебувати в трьох станах: насильницької зміни, м'якої зміни та стабільності. Перший стан супроводжується болем, другий — задоволенням, третій — ні тим, ні іншим. Потрібно уникати болю та прагнути задоволення; са́ме задоволення є єдиним благом. На думку киренаїків, цінність задоволення залежить тільки від його інтенсивності, бо відчуття миттєві — неможливо насолоджуватися тим, що вже минуло, чи ще не сталося. З цієї причини потрібно шукати задоволення в поточний момент, а не сподіватися на більше задоволення потім (що протилежно поглядам Епікура, який допускав уникнення меншого задоволення задля більшого в майбутньому). При цьому киренаїки не розробляли теорій загального блага, вважаючи, що в кожної людини є свої критерії задоволення.
Киренаїки визнавали поряд з тілесними задоволеннями та стражданнями і інтелектуальні. Наприклад, радість від процвітання своєї країни є задоволенням. Проте тілесні відчуття вважали сильнішими. На їхню думку, уявлення про мораль — це людські домовленості. Через це злочини не є поганими самі по собі, а погані через покарання, яке за них настає. Дружба також пояснювалася гедоністично: друзі вигідні для отримання більшого задоволення.
Думки киренаїків не були одностайними.
Гегесій вирізнявся песимістичними поглядами, вважаючи, що життя цілком визначене долею. В його поглядах людина, маючи тіло, котре є смертним і вразливим, приречена постійно страждати. Йому приписувалося проповідування самогубства задля уникнення страждань.
Анікерід вважав, що дружба сама по собі приносить задоволення, але наголошував на цінності особистого задоволення.
Феодор був учнем Анікеріда, він заперечував, що насолода і біль однозначно добрі або погані, його метою була радість, навіть якщо для цього потрібно вчиняти злочини. На думку Феодора, людина повинна бути самодостатньою, тому мудрі люди не потребують друзів.

## Представники
- Арістіпп з Кирени (старший)
- Арістіпп — молодший
- Арет з Кирени
- Антипатр
- Гегесій
- Евгемер
- Феодор з Кирени
- Аннікерід з Кирени